# 修文县站
修文县站（规划建设阶段曾称扎佐东站），位于中华人民共和国贵州省贵阳市修文县扎佐镇，是渝贵铁路上的火车站，于2018年1月25日开通启用，由中国铁路成都局集团遵义车务段管辖。

## 歷史
- 2018年1月25日开通启用。

## 外部連結
- 中国铁路客户服务中心（页面存档备份，存于）